# Herbert Kränzlein

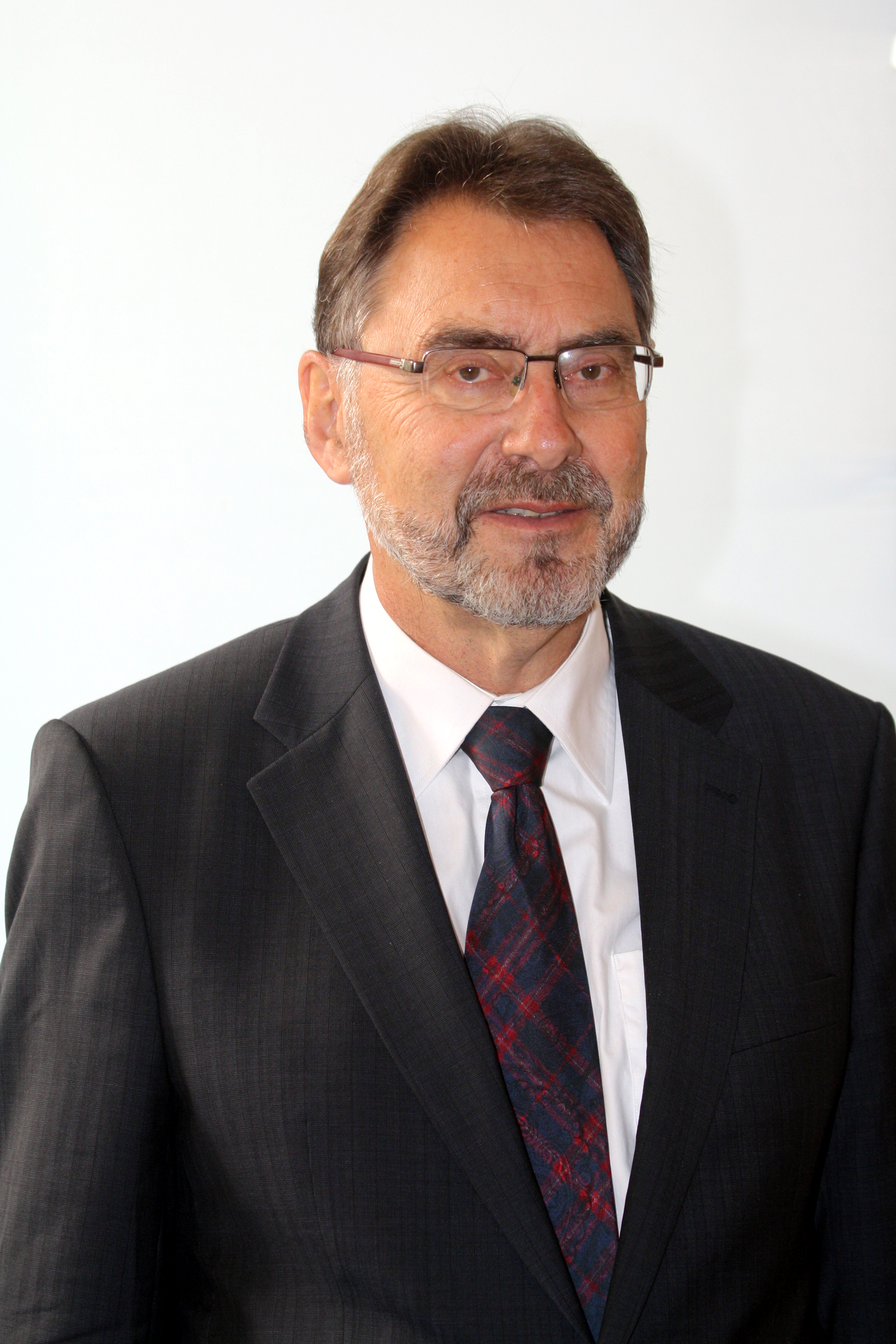
Herbert Kränzlein (2013)

Herbert Kränzlein (* 14. Mai 1950 in München) ist ein deutscher Jurist, Politiker und ehemaliger Abgeordneter im Bayerischen Landtag (SPD).

## Leben
Kränzlein absolvierte nach dem Schulbesuch zunächst von 1966 bis 1968 eine Verwaltungsausbildung bei der Stadtverwaltung München. Nach einem Freiwilligen Sozialen Jahr schloss er den Besuch des
Münchenkolleg mit Abitur 1972 ab. Ein Jurastudium mit Zweitem Staatsexamen und Promotion 1979 über Ausführung und Beendigung von freiwilliger Erziehungshilfe und Fürsorgeerziehung schloss sich an. Anschließend war er bis 1986 als Staatsanwalt in München und dann bis 1988 als Richter am Amtsgericht Fürstenfeldbruck tätig. Von 1988 bis 2012 amtierte er in Puchheim als Erster Bürgermeister.
Er war Mitglied im Finanzausschuss des Bayerischen Städtetages, ist Verwaltungsrat im Klinikum Fürstenfeldbruck und war Aufsichtsrat der KommEnergie GmbH. Er wohnt in Eichenau.

## Politik
Kränzlein ist der SPD im Jahr 1971 beigetreten. Er war Mitglied und längere Zeit Fraktionssprecher im Kreistag des Landkreises Fürstenfeldbruck von 1990–2019. 1988 wurde er als Gegenkandidat zum langjährigen CSU-Bürgermeister Pürkner erstmals und danach noch dreimal zum 1. Bürgermeister gewählt. Unter ihm wurde Puchheim 2010 zur Stadt erhoben. Er kandidierte bei der Landtagswahl in Bayern 2013 ein Abgeordnetenmandat im Stimmkreis Landsberg am Lech, Fürstenfeldbruck-West und erhielt ein Mandat über die SPD-Bezirksliste im Wahlkreis Oberbayern. Er war Mitglied im Haushalts- und Finanzausschuss des Bayerischen Landtages. Schwerpunkte seiner Politik sind öffentliche Finanzen, die zügige Weiterentwicklung des öffentlichen Nahverkehrs im Großraum München, Hilfen für Menschen mit Behinderung und bezahlbarer Wohnraum in der Metropolregion München. Er tritt für eine bayernweite Landesbaugesellschaft ein, die Städte, Gemeinden und Kreise bei der Finanzierung von Wohnbauprogrammen unterstützt. Bei der Landtagswahl in Bayern 2018 trat er nicht mehr an und schied so aus dem Parlament aus.

## Familie
Seine Tochter ist die Musikerin Anna Katharina Kränzlein.